# Krzysztof Gołuch
Krzysztof Gołuch (ur. w 1966 w Rudzie Śląskiej) – polski artysta fotograf. Doktor sztuki (dyplom w 2023 – u profesora Vladimíra Birgusa w Instytucie Twórczej Fotografii Uniwersytetu Śląskiego w Opawie w Czechach). Członek rzeczywisty Okręgu Śląskiego Związku Polskich Artystów Fotografików.

## Życiorys
Jest absolwentem Wydziału Pedagogiki i Psychologii Uniwersytetu Śląskiego w Katowicach, Akademii Humanistyczno-Technicznej w Bielsku-Białej oraz Instytutu Kreatywnej Fotografii Uniwersytetu Śląskiego w Opawie. Związany ze śląskim środowiskiem fotograficznym – mieszka i tworzy w Knurowie. Miejsce szczególne w jego twórczości zajmuje fotografia dokumentalna oraz fotografia reportażowa – w dużej części poświęcona osobom niepełnosprawnym. Pokłosiem tej twórczości jest autorska publikacja – książka (album) z fotografiami osób niepełnosprawnych, która ukazała się w nakładzie 500 sztuk w 2017 – pod tytułem Co siódmy. 
Krzysztof Gołuch jest autorem wielu wystaw fotograficznych; indywidualnych, zbiorowych oraz pokonkursowych. Jego fotografie były prezentowane w Polsce i za granicą (m.in. w czasie festiwali fotograficznych – Trasphotographiques w Lille, Photo Saint Germain w Paryżu, Miesiącu Fotografii w Bratysławie, Prague Photo, Europejskiego Miesiąca Fotografii w Luksemburgu. Jest laureatem wielu konkursów fotograficznych, m.in. konkursu fotografii prasowej Grand Press Foto w 2018 – I miejsce w kategorii Życie codzienne (fotoreportaż), w 2021 – I miejsce w kategorii Życie codzienne (zdjęcie pojedyncze), w 2022 – drugie miejsce w kategorii Documentary Project za cykl Smak Życia. 
W 2009 został uhonorowany Laurem Knurowa – najwyższym wyróżnieniem miasta Knurowa za wybitne działania rozsławiające miasto. Dwukrotnie otrzymał stypendium Marszałka Województwa Śląskiego w dziedzinie kultury (2008, 2014). W 2017 został odznaczony Krzyżem „Pro Ecclesia et Pontifice” za działalność i pracę na rzecz Kościoła. Jest członkiem rzeczywistym Okręgu Śląskiego Związku Polskich Artystów Fotografików (legitymacja nr 1118). Jego fotografie znajdują się między innymi w zbiorach Muzeum Śląskiego.

## Wystawy indywidualne
- Co siódmy – Muzeum Miejskie w Rudzie Śląskiej (2017)[2]
- W pracy – wystawa podczas Miesiąca Fotografii w Bratysławie (2018)[7]
- Smak życia – Domu Kultury w Knurowie (2021)[23]
- Hotel – Galeria im. Sleńdzińskich (Białystok 2021)[24]
- Hotel – Stara Galeria ZPAF (Warszawa 2023)[25]
- Hotel – Galerii mgFoto w Miejskiej Bibliotece Publicznej w Myślenicach (2023)[26]
- Nie/Zapomnienie (wspólnie z Iwoną Germanek) – Sosnowieckie Centrum Sztuki – Zamek Sielecki (Sosnowiec 2024)[27]

## Odznaczenia
- Krzyż „Pro Ecclesia et Pontifice”[3]
- Srebrny Krzyż Zasługi (2016)[4]

## Książki (albumy)
- Co siódmy (2017)[2]
- Hotel (2021)[28]
- Smak życia[25]